# Johann Hermann Jäger

Johann Hermann Jäger (ca. 1910)

Johann Hermann Jäger (* 31. Januar 1845 in Gütersloh; † 5. Januar 1920 in Harsewinkel); Pseudonym: der alte Jäger, war ein deutscher Fotograf und Buchbinder.

## Leben

### Herkunft

Das alte Haus der Familie Jäger um 1890

Johann Hermann Jäger wurde 1845 als Sohn des Buchbinders Johann Heinrich Jäger und Margerethe Münxel in Gütersloh geboren. Er war das älteste von sechs Kindern.
Sein Vater Johann Heinrich Jäger, 1813 in Marienfeld als Sohn eines Kötters geboren, erlernte das Handwerk des Buchbinders und Buchhändlers in Münster. Nach einigen Jahren der Wanderschaft, die ihn bis nach Wien führten, heiratete er nach seiner Rückkehr 1843 die aus Wadersloh stammende Margarethe Münxel.
Da Johann Heinrich Jäger sich im von der Ravensbergischen Erweckungsbewegung geprägten Milieu Güterslohs nicht wohl fühlte, verzog die Familie 1846, ein Jahr nach Johann Hermann Jägers Geburt, nach Harsewinkel, dessen Bevölkerung fast ausschließlich katholisch war.
In Harsewinkel pachtete Johann Heinrich Jäger ein Haus im Zentrum der Stadt, unmittelbar in Nähe der katholischen Pfarrkirche St. Lucia. In diesem eröffnete er 1847 sein Geschäft; 1851 erwarb er das Haus als Eigentum.
Aufgrund des geringen Bildungsstands der Mehrzahl der Harsewinkeler Bevölkerung liefen Buchhandel und Buchbinderei nur mäßig an. Hinzu kam die in den folgenden Jahren voranschreitende Industrialisierung, die die Bauernschaft des landwirtschaftlich geprägten Harsewinkels zunehmend schwächte. Auch litt die in Harsewinkel stark verbreitete Hausweberei durch den Einsatz mechanischer Webstühle im naheliegenden Bielefeld. Die Folge war eine umgreifende Verarmung der Bevölkerung, die auch die Auftragslage der Buchbinderei Jäger beeinträchtigte. Um die Lebensgrundlage der Familie zu sichern, setzte diese zunehmend auf Viehhaltung und Bestellung des eigenen Gartens.

### Ausbildung
Sowohl Johann Hermann als auch sein 1849 geborener Bruder Everhard Heinrich erlernten das Handwerk des Vaters. Bereits während seiner Lehr- und Gesellenjahre bei Buchbinderei Breimann in Wiedenbrück, erhielt Johann Hermann erste Einblicke in die Fotografie, von denen er dem Vater in einem Brief berichtete. Bernhard Breimann führte die Fotografie erfolgreich als Nebengewerbe und fotografierte sowohl Johann Hermann Jäger als auch, ein Jahr später, dessen jüngeren Bruder. Während es den Bruder nach Abschluss seiner Lehrjahre wieder nach Harsewinkel zog, um eines Tages das Geschäft des Vaters zu übernehmen, ging Johann Hermann zunächst auf Wanderschaft. Auf dieser verschlug es ihn nach Düsseldorf, Frankfurt am Main, Freiburg und in die Schweiz nach Burgdorf.

### Berufliche Laufbahn

Familie Jäger im Atelier um 1902

In Burgdorf heiratete er 1873 Elise Julie Marie Steiner, die Tochter seines Meisters, obgleich diese evangelisch-reformiert war, wogegen sein Vater Bedenken äußerte.
1874  verzog das Paar nach Lausanne am Genfer See. Hier trat Johann Hermann eine Stelle in einer Buchbinderei an, die er später übernahm.
Während eines größeren Auftrags einer in Lausanne niedergelassenen Fürstin Wittgenstein, bei welcher Johann Hermann die Bibliothek restaurierte, lernte er den Kunstmaler und Fotografen August Aloys Bauernheinz kennen. Dieser betrieb in Lausanne ein Fotoatelier und vermittelte Johann Hermann tiefergehende, technische Kenntnisse in der Fotografie.
Schließlich schaffte sich Johann Hermann die notwendigen Chemikalien und das technische Equipment an und baute erste Kulissen, um sich in Lausanne ein eigenes Atelier einzurichten.
Obgleich das Geschäft in Lausanne erfolgreich lief, verließ Johann Hermann Lausanne als der Vater ihn 1884 brieflich um die Rückkehr nach Harsewinkel bat, das väterliche Geschäft und Familienerbe fortzuführen. Der jüngere Bruder, Everhard Heinrich, war schwer erkrankt und bereits wenige Wochen nach der Rückkehr verstarben Bruder und Vater. Im Winter des gleichen Jahres erfolgte der Umzug mit der hochschwangeren Frau, den mittlerweile fünf Kindern und dem technischen Equipment aus dem Lausanner Geschäft.
Wie in Lausanne verknüpfte Johann Hermann Jäger auch in Harsewinkel das Geschäft des Buchbinders mit einem eigenen Fotoatelier. Seine Frau Elise Jäger musste er 1886, zwei Jahre nach der Ankunft in Harsewinkel und nur wenige Monate nach der Geburt des sechsten Kindes, beerdigen.
Später heiratete er seine Cousine Gertrud Jäger. Aus der zweiten Ehe stammen weitere drei Kinder. Obgleich es in Harsewinkel wirtschaftlich langsam aufwärtsging, blieb das Harsewinkeler Geschäft hinter den erhofften Erwartungen zurück, sodass sich Johann Hermann entschloss, eine Poststelle zu eröffnen, um weitere Einnahmen zu generieren.
In den folgenden Jahren verzeichnete die Familie erstmals einen gewissen Wohlstand, der sich sowohl am Wechsel in die Listen der zweiten Wählerklasse nach dem Dreiklassenwahlrecht bemerkbar machte als auch an verschiedenen Investitionen in das Geschäft.
1903 ließ Johann Hermann das Gebäude abreißen, um an dessen Stelle einen Neubau mit integrierten, nach Norden ausgerichtetem Glasatelier zu setzen. Nach dem Ersten Weltkrieg kaufte Johann Hermann das Nachbarhaus, um das Geschäft erneut zu erweitern. Aufgrund schlechter Auftragslage stellte er die Buchbinderei ein und verkaufte fortan als zusätzlichen Geschäftszweig Haushalts- und Schreibwaren sowie Geschenkartikel.
Neben Auftragsfotografien zog es Johann Hermann Jäger immer wieder mit der Kamera hinaus in die Umgebung Harsewinkels, wo er Einheimische in ihrem häuslichen Umfeld porträtierte und mit Fotografien von Brauch und Festlichkeiten das kulturelle Leben Harsewinkels dokumentierte.
Johann Hermann Jäger verstarb am 5. Januar 1920 im Alter von 74 Jahren.

## Fortbestand des Geschäftes

Heinrich, Fritz und Ernst Jäger um 1920

Die aus erster Ehe stammenden Söhne Heinrich, Fritz und Ernst Jäger erwarben bereits vom Vater erste Kenntnisse in der Fotografie und folgten diesem schließlich beruflich nach.
Den ältesten Sohn Heinrich zog es während der Lehre auf Wanderschaft, auf welcher er, wie schon der Vater, bis in die Schweiz gelangte. In Gent (Belgien) gründete er 1907 sein eigenes Fotoatelier H. Jäger. Da er während des Ersten Weltkrieges als Kriegsberichterstatter auf Seiten Deutschlands agiert hatte, wurde er nach Kriegsende aus Belgien ausgewiesen. Er kehrte nach Harsewinkel zurück, wo er sich, gemeinsam mit seinem jüngsten Bruder, bis zu seinem Tod 1948 um den Fortbestand des väterlichen Geschäftes kümmerte.
Auch die jüngeren Brüder dienten im Krieg als Berichterstatter; Der 1881 geborene Fritz gründete nach dem Krieg in Würzburg zwei weitere Ateliers unter dem Namen F.J. Jäger und erlangte Bekanntheit als Theater- und Künstlerfotograf. Zudem bot er den Kindern seines jüngeren Bruders eine Ausbildungsstätte. Er starb 1952 und war, wie bereits sein älterer Bruder, unverheiratet.
Der 1886 geborene jüngste Bruder Ernst übernahm das Geschäft in Harsewinkel. Er führte das fotografische Werk des Vaters fort und dokumentierte mit zahlreichen Fotos Familienleben und Ortsentwicklung. 1923 heiratete er Agnes Siegeroth aus Lünen. Aus deren Ehe gingen vier Kinder hervor. Da der einzige Sohn 1953 während seiner Ausbildung zum Fotografen in Würzburg starb, trat die jüngste Tochter Irene, das familiäre Erbe an. Sie heiratete 1953 den aus Wesel stammenden Uhrmacher Paul Hüfken und übernahm mit diesem zusammen im gleichen Jahr noch die Geschäftsführung. Paul Hüfken ließ sich zum Buchdrucker ausbilden und das Geschäft wurde um eine kleine Druckerei erweitert, die jedoch in den 1960er Jahren verpachtet wurde. Es folgten ein weiterer Ausbau des Hauses und die kurzzeitige Erweiterung um weitere Geschäftszweige sowie die Errichtung einer Zweigstelle in Sassenberg. Mit dem Tod Paul Hüfkens 1995 stellte die Familie den Betrieb der Zweigstelle in Sassenberg wieder ein.
Sein Sohn, Viktor Hüfken, der das Geschäft 1987 übernommen hatte, stellte einige Geschäftsbereiche ein, um Kosten zu sparen und den Schwerpunkt des Unternehmens wieder auf die Fotografie und den Verkauf von Büro- und Schulartikeln zu legen. Irene Hüfken arbeitete bis ins hohe Alter hinein im Familienbetrieb mit. Sie starb 2002, nachdem der Familienbetrieb im Vorjahr endgültig eingestellt wurde.

### Lebensdaten der GeschäftsführungFoto J.H. Jäger
| Nummer | Name                                  | Lebensdaten     | Funktion                                                                         |
| ------ | ------------------------------------- | --------------- | -------------------------------------------------------------------------------- |
| 1.     | Johann Heinrich Jäger                 | * 1813 - † 1884 | Geschäftsgründer (1847), damals noch Buchbinderei und Buchhandel                 |
| 2.     | Johann Hermann Jäger                  | * 1845 - † 1920 | Sohn von 1.; übernahm 1884 das Geschäft; Buchbinder, Fotograf                    |
| 3.     | Everhard Heinrich Jäger               | * 1849 - † 1883 | Sohn von 1.; Sollte ursprünglich Geschäft übernehmen                             |
| 4.     | Heinrich (ursprünglich: Henrie) Jäger | * 1876 - † 1948 | Sohn von 2.; Gründete Geschäft in Gent, Fotograf                                 |
| 5.     | Jean Fritz August Jäger               | * 1886 - † 1952 | Sohn von 2.; Gründete in Würzburg zwei Geschäfte, Fotograf                       |
| 6.     | Ernst Hermann Jäger                   | * 1886 - † 1963 | Sohn von 2.; Führte Geschäft und fotografisches Werk des Vaters fort; Fotograf   |
| 7.     | Johann Hermann Heinrich Jäger         | * 1930 - † 1953 | Sohn von 6.;Fotograf - Gehilfe; Sollte ursprünglich Geschäft übernehmen          |
| 8.     | Irene Hüfken, geb. Jäger              | * 1928 - † 2002 | Tochter von 6.;Übernahm das Geschäft 1953 zusammen mit ihrem Ehemann Paul Hüfken |
| 9.     | Paul Hüfken                           | * 1927 - † 1995 | Verheiratet mit 8.; teilte sich die Geschäftsführung mit seiner Frau             |
| 10.    | Viktor Hüfken                         | * 1965          | Sohn von 8. und 9.; Übernahm das Geschäft 1987, stellte den Betrieb 2011 ein.    |

Erläuterung:
Da die Tabelle keinen Lebensbaum darstellen soll, beschränkt sich die Tabelle auf die für die Geschäftsführung relevanten Personen.

## Örtliche und regionale Bedeutung
Das fotografische Werk Johann Hermann Jägers und seiner Nachkommen dokumentiert in mehr als 2000 Glasplattennegativen die Geschichte Harsewinkels für einen Zeitraum von über 100 Jahren. Das Werk hält insbesondere die Entwicklung Harsewinkels um 1900 herum fest, sodass ein Einblick in die wirtschaftlichen und kulturellen Verhältnisse einer kleinen Ortschaft zu Beginn des Industriezeitalters entsteht, das sich vom Dorf zur Kleinstadt entwickelte.
Der Großteil des Jäger’schen Werkes besteht aus Auftragsfotografien, doch zeugt ein nicht geringer Teil vom Interesse der Jägerschen Fotografen für das örtliche Geschehen.
Mit dem Fotografien aus dem Archiv von J. H. Jäger präsentierten das LWL Museumsamt und das LWL-Medienzentrum 2013 eine Ausstellung unter dem Titel: Zeitenwende: Aspekte der westfälischen Fotografie um 1900 - Das Atelier Jäger in Harsewinkel und seine Bilder Diese wanderte zwei Jahre durch ganz Westfalen. Das LWL-Medienzentrum führte im Zusammenhang mit der Ausstellung aufwendige konservatorisch-restauratorische Arbeiten an der Sammlung Jäger durch.
Begleitend zur Ausstellung erschien der Bildband Zeitenwende mit 152 Abbildungen aus dem Fotoarchiv Jäger.
Heute befindet sich ein Teil des Jäger’schen Nachlasses im LWL-Medienzentrum, ein Teil, vorwiegend jüngeren Datums, im Stadtarchiv Harsewinkel.

## Weitere Angaben
- Das Jäger’sche Haus in Harsewinkel wurde 2012 abgebrochen. An seiner Stelle steht heute ein Neubau.[10]

- 1962 wurde Ernst Jäger für seine Verdienste um die Heimatstadt und im Vereinswesen mit dem Heimatorden ausgezeichnet.[11]

### Galerie

Die alte Schnieder-Moer, 1884
Brandruine am Kirchplatz, Harsewinkel, 1884
Der alte Meyer um 1900
Richtfest der Pfarrkirche St. Lucia, Harsewinkel, 1903
Brand der Klosterkirche in Marienfeld, 1915